# Die großen Feenspiele
Die großen Feenspiele (Originaltitel: Pixie Hollow Games) ist ein computeranimiertes TV-Special aus dem Jahr 2011, das von den DisneyToon Studios produziert wurde. Der Film ist die dritte Fortsetzung des 2008 veröffentlichten Filmes Tinker Bell und basiert ebenso wie die vorangegangenen Filme auf den Charakteren des Kinderbuches Peter Pan von J. M. Barrie.
Er ist nicht als Einzel-DVD erhältlich, sondern nur als Zusatz der DVD TinkerBell – Feen-Trilogie.

## Inhalt
Im Tal der Feen herrscht enorme Aufregung. Die großen Feenspiele, die nur alle vier Jahre stattfinden, stehen kurz bevor. Dieses sportliche Ereignis lockt Feen von nah und fern an. Alle wollen teilnehmen, nur die Gartenfeen nicht. Sie waren nämlich in der Vergangenheit bei allen Disziplinen immer erfolglos. Um nun die Pechsträhne zu beenden, melden sich Chloe und Rosetta „freiwillig“. Doch die beiden haben harte Konkurrenten. Rumpel, der eitle viermalige Gewinner und seine Partnerin Glimmer stellen ein fast unschlagbares Team dar.

## Synchronisation
| Rolle                    | Englischer Sprecher | Deutscher Sprecher     |
| ------------------------ | ------------------- | ---------------------- |
| Tinker Bell              | Mae Whitman         | Gabrielle Pietermann   |
| Klara (Iridessa)         | Raven-Symoné        | Stephanie Kellner      |
| Emily (Fawn)             | Angela Bartys       | Shandra Schadt         |
| Silberhauch (Silvermist) | Lucy Liu            | Maren Rainer           |
| Rosetta                  | Megan Hilty         | Sabine Bohlmann        |
| Königin Clarion          | Anjelica Huston     | Dagmar Dempe           |
| Vidia                    | Pamela Adlon        | Elisabeth von Koch     |
| Bobble                   | Rob Paulsen         | Mathias Rehrl          |
| Clank                    | Jeff Bennett        | Mark Kuhn              |
| Chloe                    | Brenda Song         | Caroline Combrinck     |
| Fern                     | Zendaya Coleman     | Marcia von Rebay       |
| Glimmer                  | Tiffany Thornton    | Katharina Schwarzmaier |
| Lilac                    | Jessica DiCicco     | Simone Fulir           |
| Rumpel                   | Jason Dolley        | Patrick Schröder       |
| Erzähler                 | Loreena McKennitt   |                        |

## Musik
Die Musik des Films wurde, sowie die ersten drei Teile, komponiert von Joel McNeely und gespielt von der Hollywood Studio Symphony.
Der Titelsong Dig Down Deeper wurde geschrieben von Brendan Milburn und Valerie Vigoda und gesungen von der Sängerin Zendaya, die den Titel auch 2011 bei Macy’s Thanksgiving Day Parade sang.